# أمبروز ر. رايت
أمبروز ر. رايت (بالإنجليزية: Ambrose Ransom Wright)‏ هو سياسي أمريكي، ولد في 26 أبريل 1826 في لويزفيل في الولايات المتحدة، وتوفي في 21 ديسمبر 1872 في أوغستا في الولايات المتحدة.